# Вольдемар Адам
Вольдемар Адам (нім. Woldemar Adam; 8 липня 1887 — ?) — німецький офіцер-підводник, капітан-лейтенант кайзерліхмаріне.

## Біографія
1 квітня 1906 року вступив на флот. Учасник Першої світової війни. З 2 жовтня 1917 по 28 лютого 1918 року — командир підводного човна SM UB-73. 22 листопада 1919 року звільнений у відставку.

## Звання
- Морський кадет (1 квітня 1906)
- Фенріх-цур-зее (6 квітня 1907)
- Лейтенант-цур-зее (30 вересня 1909)
- Оберлейтенант-цур-зее (19 вересня 1912)
- Капітан-лейтенант (13 липня 1916)

## Нагороди
- Залізний хрест 2-го класу